# Zuidlaarderveen
Zuidlaarderveen is een klein Nederlands dorp in de Drentse gemeente Tynaarlo genoemd naar het westelijker gelegen dorp Zuidlaren. Het ligt op de rand met de provincie Groningen, een slordige 25 kilometer van de stad Groningen. Het is gebouwd als lintdorp, zoals dat normaal was in de tijd van de turfwinning.
Het dorp is in 1275 onder een andere naam gesticht, deze komt in enkele verbasteringen voor. Everswolde, Everswalda, Everdeswolda en Everdeswalda zijn in de literatuur gevonden. De eerste hoeve was van Floxis en zijn zonen. Ze was in de Zuidlaardermarke in alle lasten aangeslagen als vol erf. In 1262 en 1264 kochten de Aduarder monniken in Zuidlaarderveen stukken grond om te ontvenen en vestigden ze er een voorwerk. Misschien heeft de hoeve van Floxis ze hier toe geïnspireerd. Officieel wordt als stichtingsdatum dan ook 1262 aangehouden.
Het dorp is gesitueerd op de overgang tussen laagveen en hoogveen, het zogenaamde randveengebied, en wordt van de Hondsrug gescheiden door de Hunze of Oostermoerschevaart. Dit gebied is zelfs nog enige tijd in een "grensoorlog" gewikkeld geweest. De Groningers en Drenten hebben in deze tijd gevochten om de zogenaamde Semslinie.
De plaatselijke voetbalclub is VV Zuidlaarderveen.